# Severskaja
Severskaja (in russo Северская?) è un centro abitato (stanica) della Russia, situato nel Territorio di Krasnodar. È il centro amministrativo del distretto Severskij.
La località si trova sul fiume Ubin (nel bacino del Kuban'), 34 km a sud-ovest di Krasnodar e a 110 km da Novorossijsk.